# Muyaya Kayembe
Muyaya Kayembe (ur. 22 lutego 1979) – piłkarz z Demokratycznej Republiki Konga grający na pozycji obrońcy. W latach 1999–2006 grał w reprezentacji Demokratycznej Republiki Konga.

## Kariera klubowa
Karierę piłkarską Kayembe rozpoczął w klubie DC Motema Pembe. W jego barwach zadebiutował w pierwszej lidze Demokratycznej Republiki Konga. W 1999 roku wywalczył mistrzostwo kraju. W 2003 roku odszedł do FC Saint Eloi Lupopo, w którym grał do 2006 roku. Z kolei w 2007 roku przeszedł do stołecznego AS Vita Club. Występował w nim przez sezon.

## Kariera reprezentacyjna
W reprezentacji Demokratycznej Republiki Konga Kayembe zadebiutował w 1999 roku. W 2002 roku był powołany do kadry na Puchar Narodów Afryki 2002. Na nim zagrał w jednym meczu, z Kamerunem (0:1). W kadrze narodowej grał do 2006 roku.